# فيرنون بارتليت
فيرنون بارتليت (بالإنجليزية: Vernon Bartlett)‏ هو صحفي وسياسي بريطاني (وحمل سابقاً جنسية المملكة المتحدة لبريطانيا العظمى وأيرلندا)، ولد في 30 أبريل 1894، وتوفي في 18 يناير 1983. حزبياً، نشط في حزب العمال. في الانتخابات الفرعية في مجلس العموم البريطاني ‏، انتخب عضو برلمان المملكة المتحدة الـ37 عن دائرة بريجواتر (17 نوفمبر 1938 – 15 يونيو 1945) وفي الانتخابات العامة في المملكة المتحدة 1945 ‏، انتخب عضو برلمان المملكة المتحدة الـ38 عن دائرة بريجواتر (5 يوليو 1945 – 3 فبراير 1950).

## روابط خارجية
- فيرنون بارتليت على موقع مونزينجر (الألمانية)
- فيرنون بارتليت على موقع إن إن دي بي (الإنجليزية)